# Орєхов Віктор Олексійович
Віктор Олексійович Орєхов (нар. 1944, хуторі Оріхове, Путивльського району Сумської області, Україна) — колишній капітан П'ятого управління КДБ СРСР, який допомагав радянським дисидентам.

## Біографія
Строкову службу проходив у прикордонних військах. Навчався у Вищій школі КДБ їм. Дзержинського, 2 факультет — розвідки і контррозвідки, вивчив турецьку мову.
Працював у Москворецькому районному відділі КДБ у Москві (молодший оперуповноважений, звання — лейтенант). Обслуговував Інститут текстильної промисловості, працював з іноземними студентами.
Працював у Московському Обласному Управлінні П'ятого управління КДБ (ідеологічна контррозвідка). В якості заохочення по службі був відправлений у закордонне відрядження, неофіційно розглядається як відпустка — супроводжував трупу Великого театру СРСР протягом більш ніж двомісячних гастролей по Японії.
Заарештований у серпні 1978 року за попередження дисидентів про обшуки та арешти, засуджений військовим трибуналом до 8 років позбавлення волі (за ст. 260, пункт «а»). Слідчим по справі Віктора Орєхова був Анатолій Трофімов, згодом глава московського УФСБ.

З матеріалів кримінальної справи:
|  | «В январе 1977 года Орехов предупредил о предстоящем аресте Орлова. В феврале 1977 года предупредил о проведении специальных оперативно-технических мероприятии в отношении Щаранского и о предстоящих обысках у Лавута и других граждан. Орехов, зная, что Морозов имеет отношение к изготовлению и распространению антисоветских листовок, разгласил данные о проведении оперативно-технических мероприятий в отношении Морозова, а также в отношении Гривниной и Сквирского. Получаемые от Орехова сведения Морозов передавал своим единомышленникам». |

Відбував покарання в спецзоні для колишніх працівників правоохоронних органів в Марійських таборах. З табору писав Голові КДБ Ю. В. Андропову, члену Політбюро Суслову, Генсеку Брежнєву, в «Літературну газету».
Вийшов з ув'язнення в 1986 році. Працював робітником на фабриці, виступав у перебудовній пресі, був членом Демократичного союзу. На початку 1990-х займався дрібним бізнесом (пошиття одягу).
У 1991 році журналіст Ігор Гамаюнов опублікував про нього нарис в «Літературній газеті».
У 1995 році знову заарештований за зберігання пістолета (офіційно звинувачений у «незаконному зберіганні зброї») та засуджений до трьох років суворого режиму. На думку Орєхова, розслідуванням справи знову керував його колишній шеф генерал Анатолій Трофімов. Покарання відбував у зоні для рецидивістів на Уралі. Завдяки активному втручанню громадськості та мас-медіа (у тому числі телепрограмі компанії НТВ — передача «Герой дня»), через два роки Орєхова випустили на волю.
11 квітня 1997 року, з міркувань безпеки, Віктор Орєхов змушений був виїхати за кордон. В даний час проживає в США під зміненим ім'ям. Заробляє на життя розвезенням піци. За словами интервьюировавших його журналістів, вважає, що почни він життя спочатку, повторив би той самий шлях.
У 2011 році вийшла книга Ніколя Жалло «Віктор Орєхов: Дисидент з КДБ».

## Фільмографія
- Док. фільм: «Дисидент з КДБ» (реж. Ніколя Жалло (фр. Nicolas Jalot), Франція, 2010; 72 хв.) Теле-фільм ARTE: французькою німецькою[недоступне посилання з квітня 2019]